# Abtei Viboldone
Die Abtei Viboldone befindet sich in Viboldone, einem Ortsteil von San Giuliano Milanese in der Provinz Mailand. Aufgrund der Schönheit ihrer Architektur und ihrer Fresken aus dem 14. Jahrhundert ist sie einer der wichtigsten mittelalterlichen Komplexe der Lombardei.

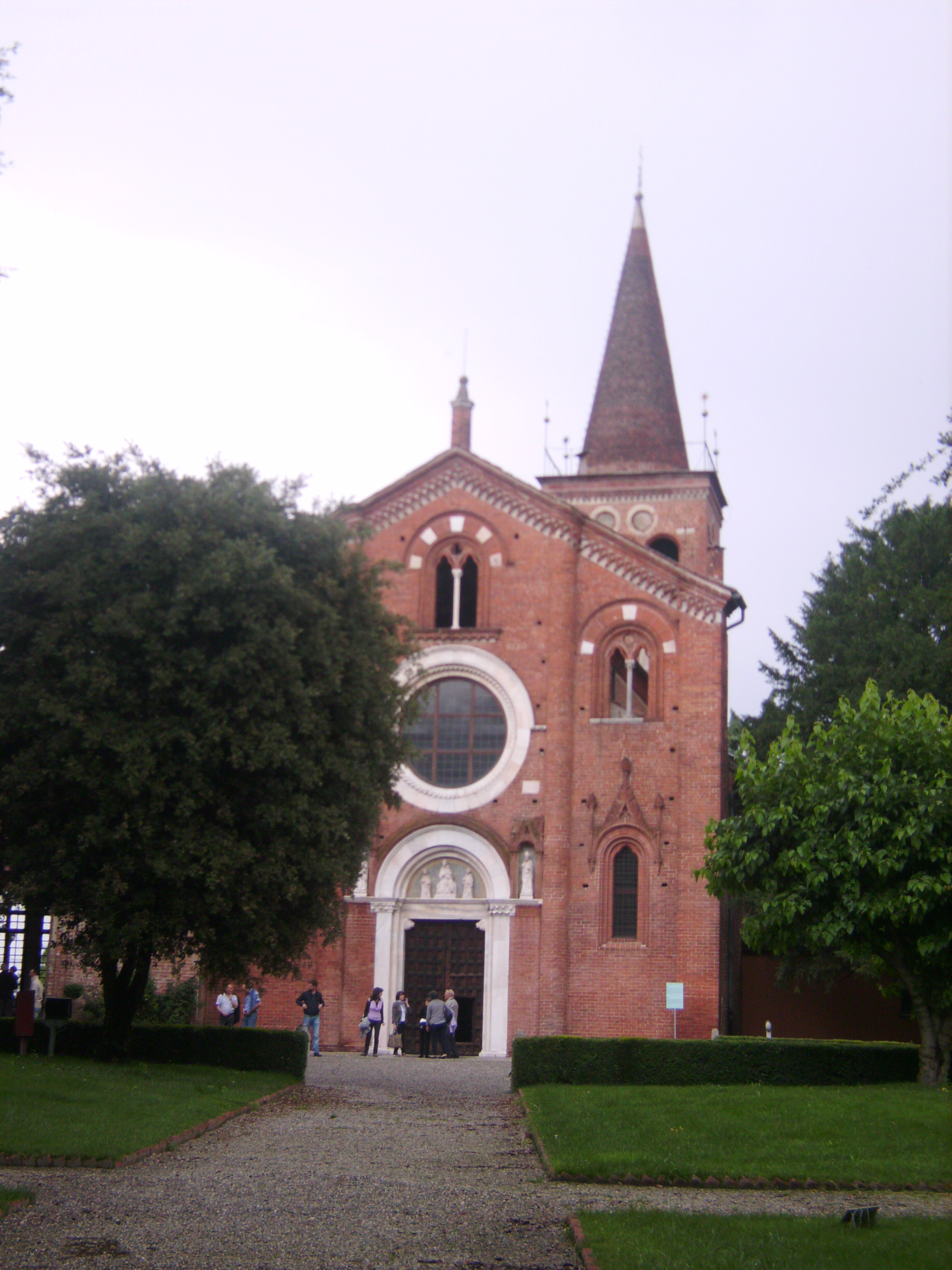
Ein Blick auf die Fassade

## Geschichte
Die Abtei wurde 1176 gegründet und 1348 von den Humiliaten fertiggestellt, einem religiösen Orden, der sich aus Mönchen, Nonnen und Laien zusammensetzte, die ein Leben des Gebets und der Arbeit rund um die heutige Kirche führten. Die Jahreszahl 1348 ist auf einer Tafel rechts vom Haupteingang eingraviert. In Viboldone richteten sich die Aktivitäten der Humiliaten vor allem auf die Herstellung von Wolltüchern und die Bewirtschaftung der Felder mit völlig neuartigen Verarbeitungssystemen, die die Abtei nach der Kirche Santa Maria in Brera zu einem der wichtigsten Zentren des oben genannten Ordens machten.
Nach der Aufhebung der Humiliaten durch Sankt Karl Borromäus 1571, ging die Abtei an die Benediktiner Olivetaner, die später von der Österreichische Regierung unterdrückt und gezwungen wurden, die Abtei aufzugeben 1777. Im Jahr 1940 schenkte Kardinal Ildefonso Schuster die Abtei nach jahrelanger Vernachlässigung einer Gemeinschaft von Nonnen unter der Leitung von Margherita Marchi, die sich von der Kongregation der Benediktinerinnen von Priscilla getrennt hatte. Das sui iuris-Kloster der Benediktinerinnen von Viboldone wurde am 1. Mai 1941 kanonisch errichtet: Die Nonnen widmen sich der Herstellung von Konfitüren und üben seit 1945 neben ihrer streng klösterlichen Tätigkeit auch eine bedeutende religiöse und theologische Verlagstätigkeit aus.
1965 ordnete Papst Paul VI. an, den Abt des Montserrat, Aureli Maria Escarré, dorthin zu versetzen, um ihn vor der franquistischen Verfolgung zu retten. Kaplan der Benediktinergemeinschaft war viele Jahre lang Luisito Bianchi (1927–2012).

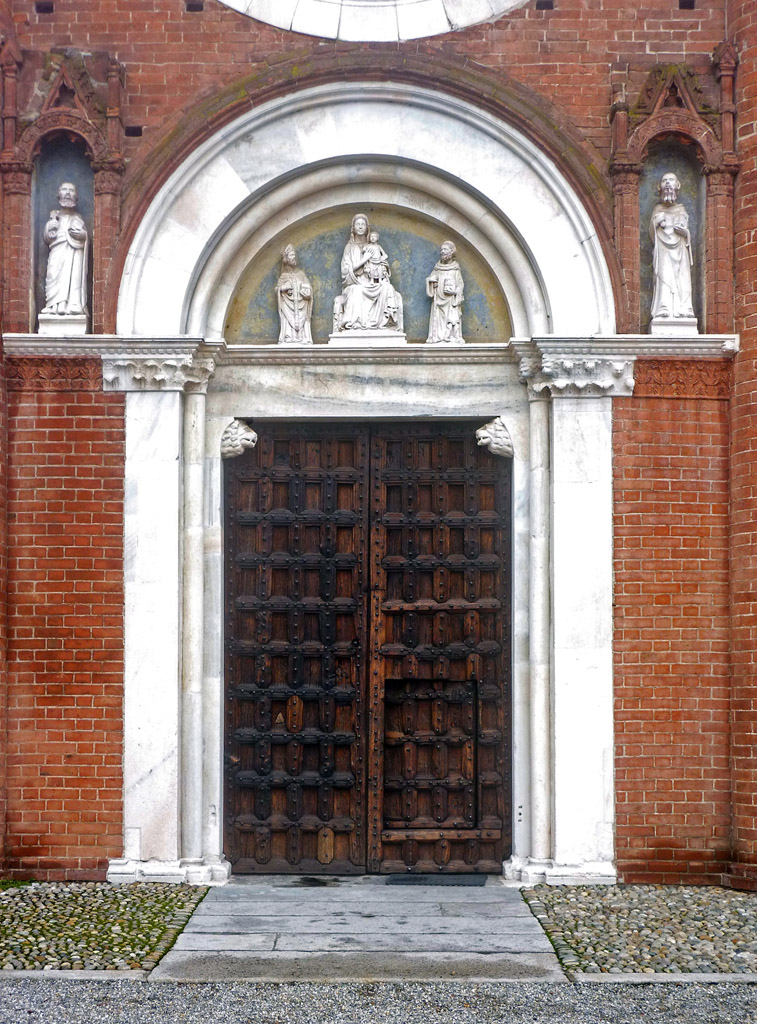
Das Eingangsportal

## Architektur
Die Fassade ist giebelständig und zeichnet sich durch ihre zum Himmel geöffneten Fenster aus. Sie besteht aus Sichtmauerwerk, das von zwei dreiteiligen Halbsäulen mit Verzierungen aus weißem Stein durchbrochen wird. Das Portal ist aus weißem Marmor. In der Lünette über dem Architrav befinden sich Marmorskulpturen der Madonna mit Kind zwischen den Heiligen Ambrosius und Johannes von Meda von dem Bildhauer, der allgemein als der Meister der Skulpturen von Viboldone bezeichnet wird. An den Seiten umschließen zwei gotische Nischen die Statuen der Heiligen Petrus und Paulus (14. Jahrhundert). Das Hauptportal der Kirche ist aus dunklem Holz gefertigt, mit großen Holzrippen und großen Nägeln verziert und stammt aus der Zeit, als die Fassade gebaut wurde. In ihr befindet sich ein kleines Portal, durch das man die Kirche betritt.

### Glockenturm
Der Glockenturm ist originell, mit einem korbförmigen Kegel, der sich über dem Tiburio der Kirche erhebt, entsprechend der Zisterziensertradition. Er erinnert an die farbliche und dekorative Gestaltung der Fassade mit Terrakottagesimsen und kleinen Bögen an der Basis der Pfosten- und Dreifenster, die von Oculi überragt werden. Die Nüchternheit der architektonischen Elemente im Inneren der Kirche würde sie fast kahl erscheinen lassen, wäre da nicht die malerische Dekoration, die einen großen Teil der Kirche bedeckt, um sie mit Licht und Farbe zu überziehen.

### Innenraum der Kirche

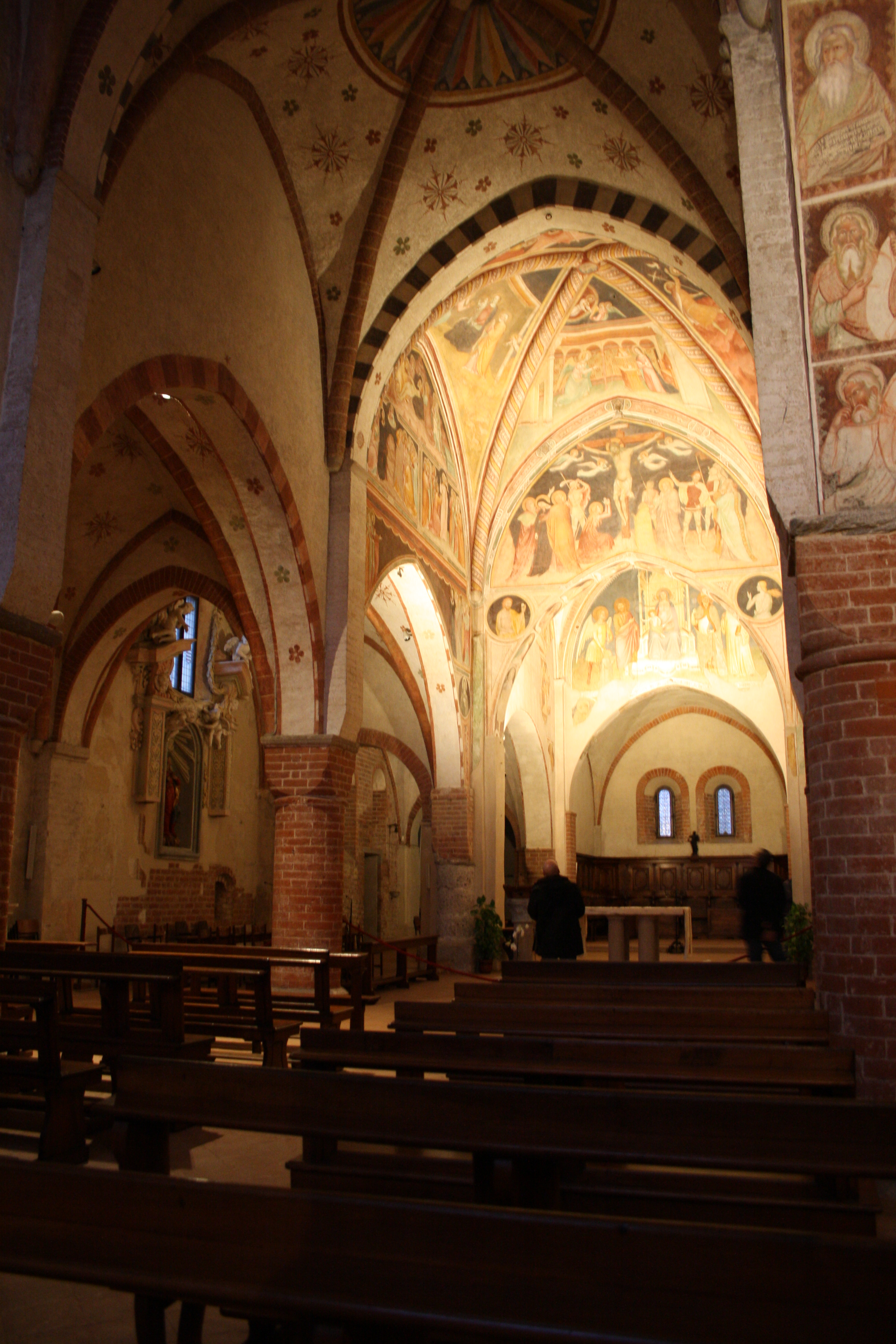
Das Innere, mit dem beleuchteten Gewölbe

Der Grundriss der Kirche ist rechteckig und besteht aus drei Schiffen mit je fünf Jochen, die von quer verlaufenden Spitzbögen eingerahmt werden. Das erste Schiff ist romanisch, die folgenden, die im 13. Jahrhundert erbaut wurden, sind gotisch mit Terrakottasäulen, die hohe Kreuzgewölbe tragen. Der Schlussstein in der Mitte der Kreuzgewölbe ist von kreisförmig angeordneten Segmenten mit den Farben des Regenbogens umgeben, einem Zeichen für die Freundschaft Gottes mit den Menschen. Die Säulen in den Kirchenschiffen sind aus Backstein und haben Kapitelle aus demselben Material in Form von gekerbten Würfeln.

### Orgel
Die Abteiorgel wurde im Jahr 2004 von dem Orgelbauer Giovanni Pradella gebaut. Die Orgel verfügt über einen vollmechanischen Traktur, mit zwei Klaviaturen (die erste Große Orgel, die zweite Echo-Orgel) mit je 58 Tönen und einer Pedalwand mit 27 Tasten ausgestattet.
Die mit „Registri in comune“ bezeichneten Register können je nach Wahl des Interpreten auf beiden Klaviaturen eingesetzt werden. Diese Verdoppelung der Register auf jedem Manual ermöglicht zahlreiche Kombinationsmöglichkeiten und Farbnuancen, obwohl nur eine begrenzte Anzahl von Registern zur Verfügung steht. Trotz seiner geringen Größe garantiert das Instrument eine angemessene Unterstützung für eine ernsthafte Unterrichts- und Konzerttätigkeit, ohne dabei Aspekte des liturgischen Gebrauchs zu vernachlässigen. Die besondere Vielseitigkeit des Instruments ist auf ein mechanisches System zurückzuführen, das es ermöglicht, einen Teil der Register je nach Wahl des Interpreten auf eine der beiden Klaviaturen zu legen.

### Fresken
Die Kirche beherbergt zahlreiche berühmte Fresken, Werke aus der sogenannten Giotto-Schule. An der Stirnwand des Tiburios befindet sich in der Mitte die Madonna in Majestät und Heiligen, die direkt auf 1349 datiert ist. Es war Roberto Longhi, der die Fresken diesem Künstler zuschrieb, eine Zuschreibung, die von Liana Castelfranchi-Vegas (1959) und Stella Matalon (1963) geteilt wurde. An der gegenüberliegenden Wand ist das Jüngste Gericht von Giusto de’ Menabuoi zu sehen, das kurz vor 1370 entstanden sein könnte (obwohl einige Gelehrte ein Datum nahe 1350 bevorzugen). In der Mitte steht, eingehüllt in die schillernde Mandorla, die liebliche Figur des Christus; zu seiner Rechten stehen die Seligen, die ihr Gesicht dem Richter entgegenstrecken, und zu seiner Linken die Verdammten, über denen die Figur des Satan, der seine Beute verschlingen will, gigantisch ist. Auf der oberen Hälfte der Wand sind zwei Engel damit beschäftigt, die Zeit der Geschichte abzuschließen, wobei sie einen Blick auf das Neue Jerusalem hinter sich werfen.

### Musikzimmer
Im ersten Stock des Gebäudes, das die Kirche flankiert, überblickt der Sala della Musica (Musiksaal) mit zwei Fenstern den Platz, ein einzigartiges ikonografisches Zeugnis der Musikinstrumente, die in Mailand zwischen dem Ende des 15. Jahrhunderts und den ersten Jahren des 16. Jahrhunderts. Die Fresken geben das Bild eines Säulengangs wieder, in dem kannelierte Pilaster zwölf Fenster unterteilen, in denen alle Arten von Musikinstrumenten in roter Erde einfarbig mit schwarzen Schattierungen und ockerfarbenen Schatten auf weißem Grund zu sehen sind. Die in Lebensgröße gemalten Instrumente sind paarweise kreuz und quer in einem trophäenartigen Muster angeordnet, das die Zentralität des Bildes, die Symmetrie und die für Grotesken typische Schwerelosigkeit betont.